# Paul Julius Reuter

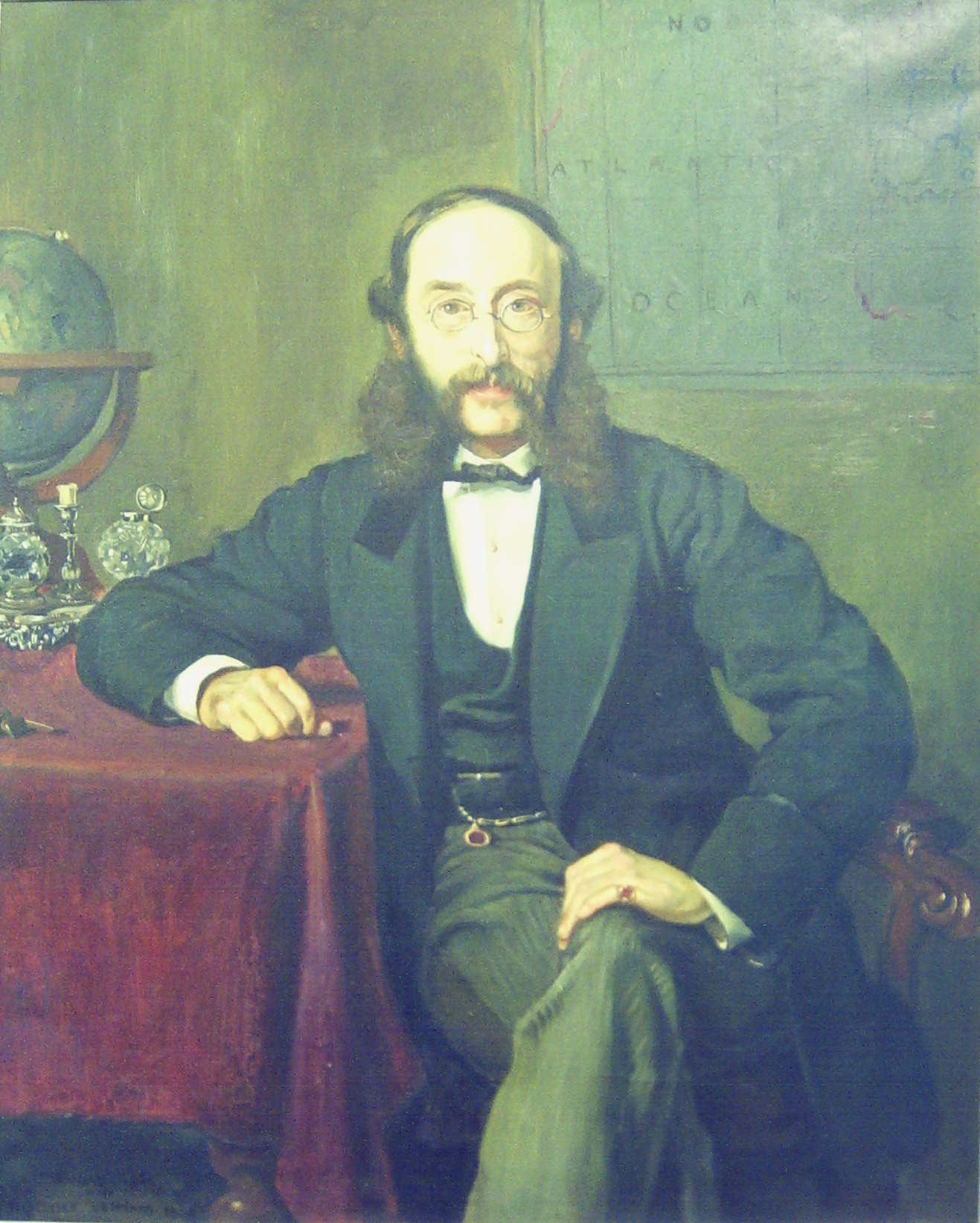
Paul Julius Reuter (1869)

Paul Julius Reuter, ab 1871 Freiherr von Reuter (Baron (von) Reuter; * 21. Juli 1816 in Kassel, Kurfürstentum Hessen; † 25. Februar 1899 in Nizza; gebürtig Israel Beer Josaphat) war ein deutsch-britischer Unternehmer. Bekannt ist er vor allem als Begründer der Nachrichtenagentur „Reuters Telegraphic Comp. Incorporated“.

## Leben

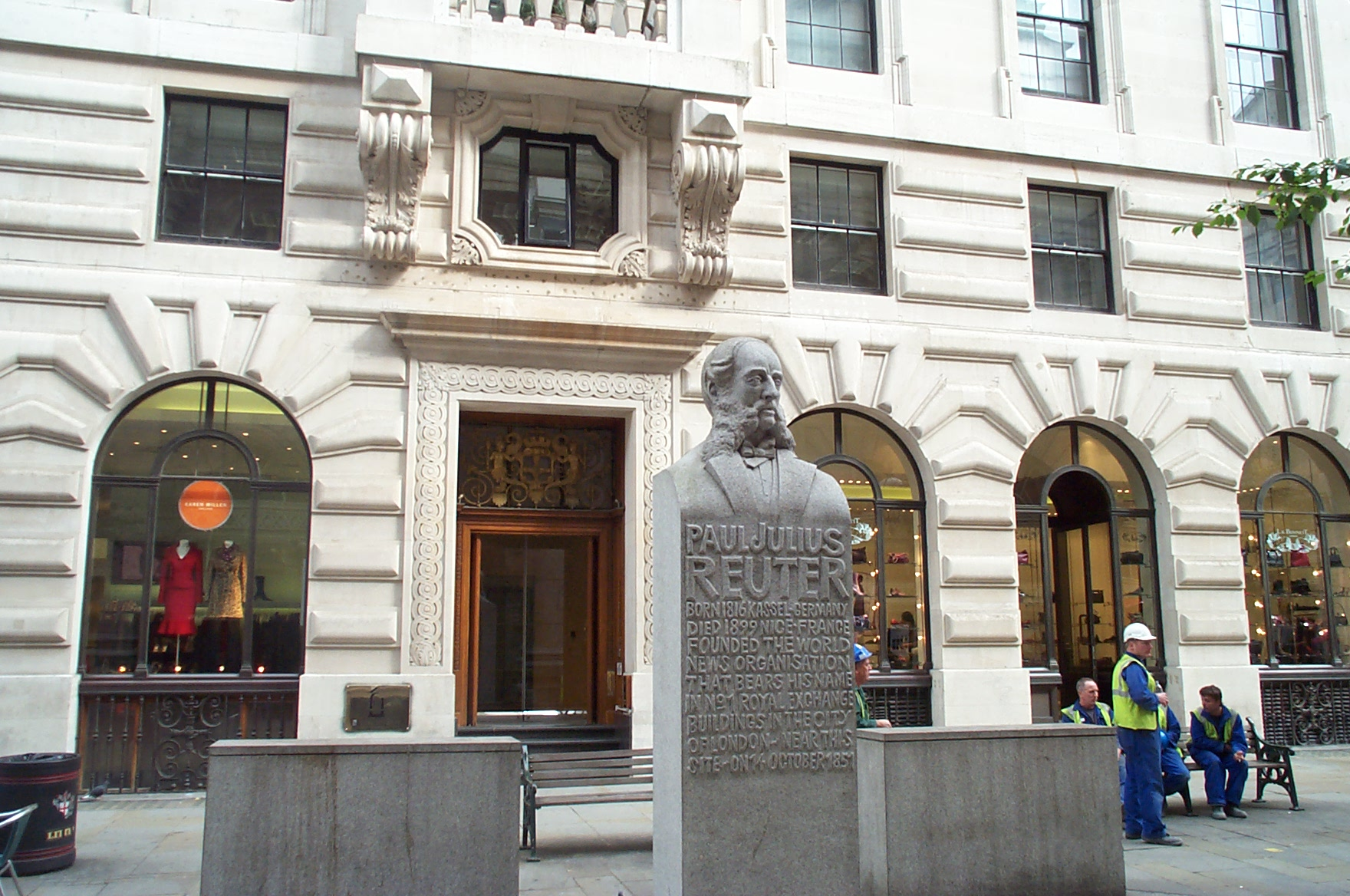
Statue von Paul Julius Reuter in London

Er wurde 1816 als Sohn des aus Witzenhausen stammenden jüdischen Händlers und Rabbiners Samuel Levi Josaphat und dessen Frau Betty, geb. Sanders, geboren. Er wuchs in der Kasseler Altstadt auf. Sein Geburtshaus stand an der Ecke Druselgasse/Mittelgasse. In Kassel begann er eine kaufmännische Lehre, wurde Bankkaufmann, lernte in Göttingen den Mathematiker Carl Friedrich Gauß kennen, der den Physiker Wilhelm Eduard Weber bei seinen Experimenten unterstützte, die Voraussetzung für die Entwicklung der elektrischen Telegrafie waren.
1840 zog Josaphat nach Berlin, konvertierte 1845 in London zum Christentum. Er ließ sich in der deutsch-lutherischen St George's German Lutheran Church taufen und nahm den Namen Paul Julius Reuter an. Im selben Jahr heiratete er die Bankierstochter Ida Maria Magnus aus dem Bankhaus F. Mart. Magnus.
1847 kaufte er sich in Berlin als Kompagnon in das etablierte Verlagshaus Stargardt ein und gründete mit dem Inhaber Joseph A. Stargardt das Verlagshaus mit Buchhandlung Reuter und Stargardt. In der Zeit der Revolution von 1848/49 publizierten sie eine Reihe politischer Schriften, die sich im weitesten Sinne als demokratisch umschreiben lassen. Während sich sein Partner Stargardt damals betont vorsichtig verhielt, war Reuter die treibende Kraft von Äußerungen demokratischen Bewusstseins, musste sich bald wegen Verbreitung demokratischer Literatur verantworten und emigrierte – um sich dem Zugriff der Preußischen Geheimpolizei zu entziehen – nach Paris. Dort sammelte er als Übersetzer im Nachrichtenbüro von Charles-Louis Havas wertvolle Erfahrungen in der Vermittlung und Vermarktung von Nachrichten aller Art.

Erinnerungsplakette am Gründungshaus der Nachrichtenagentur Reuters in Aachen, Pontstraße 117

Während sich die Telegrafie entwickelte, gründete Reuter 1850 eine Nachrichtenagentur in Aachen, die Nachrichten zwischen Brüssel und Aachen mit Brieftauben übertrug. Dies war das fehlende Glied zwischen Berlin und Paris. Die Brieftauben waren viel schneller als die Postkutsche, somit hatte Reuter schnelleren Zugriff auf Nachrichten aus der Pariser Börse. Im Jahre 1851 wurden die Brieftauben durch eine Telegrafenlinie ersetzt.
Auch zwischen Großbritannien und dem Kontinent wurde durch den Ärmelkanal eine telegrafische Verbindung eingerichtet. 1863 wurde die Leitung bis zur Hafenstadt Cork im Südwesten Irlands verlängert. Aus Amerika eintreffende Schiffe warfen vor der Küste im Vorbeifahren Kanister mit Nachrichten über Bord. Aus dem Wasser gefischt, nach Cork geschafft und weitertelegrafiert gelangten die Nachrichten noch vor den Schiffen nach London. Dadurch gewann Reuters Nachrichtenübermittlung erneut einen entscheidenden Zeitvorsprung. Er versah nach der Entwicklung der Telegrafie alle wichtigen Städte der Welt mit eigenen Korrespondenten und Agenturen und verfügte letztlich mit seiner Aktiengesellschaft Reuters Telegraphic Comp. Incorporated über ein Nachrichtenmonopol. 1871 wurde er von Herzog Ernst II. zu Sachsen-Coburg und Gotha in den erblichen Adelsstand eines Freiherrn erhoben. Zwei Jahrzehnte später erhielt er von der britischen Königin Victoria den Titel eines Barons.
1872 erhielt er von Naser al-Din Schah eine Konzession zur wirtschaftlichen Entwicklung Persiens, die das exklusive Recht zum Bau aller Eisenbahnen und Dämme, zur Regulierung von Flüssen für die landwirtschaftliche Nutzung und zur Ausbeutung der Bodenschätze (mit Ausnahme der Gold- und Silberminen) einschloss. Reuter wurde ferner eine Bevorzugung in Hinblick auf eine Konzession zur Errichtung von Banken und Fabriken aller Art zugesagt. Das für die Umsetzung dieser Konzession benötigte Kapital konnte Reuter allerdings nicht aufbringen, nachdem die britische Regierung sich geweigert hatte, eine entsprechende finanzielle Garantie für die Investitionen in Persien zu übernehmen. Die Konzession wurde 1873 wegen des Protests Russlands widerrufen. Als Ausgleich erhielt Julius Reuter eine Konzession zur Gründung der Imperial Bank of Persia, die neben der allgemeinen Tätigkeit als Geschäftsbank auch die Ausgabe persischer Banknoten bis zur Gründung einer iranischen Zentralbank übernahm.
1940 drehte William Dieterle unter dem Titel A Dispatch from Reuters (Ein Mann mit Phantasie) eine Filmbiografie mit Edward G. Robinson als Paul Julius Reuter.
Der Paul Julius Reuter Innovation Award wurde zum 100. Todestag des Firmengründers Paul Julius Reuter am 25. Februar 1999 an der Universität Siegen ins Leben gerufen. Die Paul-Julius-Reuter-Schule in seinem Geburtsort Kassel ist nach ihm benannt. Das Paul-Julius-Reuter-Berufskolleg in Aachen trägt seinen Namen.

## Familie
Reuter heiratete im Jahr 1845 in Berlin Ida Magnus, eine Tochter des Bankiers Friedrich Martin von Magnus (1796–1869). Das Paar hatte drei Söhne und zwei Töchter, darunter:
- August Julius Clemens Herbert (* 10. März 1852; † 18. April 1915), 2. Baron Reuter ⚭ 1876 Edith Campbell († 1915)
- George Julius (* 24. April 1863), 3. Baron Reuter ⚭ 1891 Maud Potter (1865–1946)
- Albert Julius Clemens Reuter (* 2. Februar 1860)
- Clementine Maria (* 5. Dezember 1855; † 1941)

⚭ 1875 Graf Otto Stenbock (1838–1915)
⚭ 1920 Sir Herbert Chermside (* 31. Juli 1850; † 24. September 1929)
Nach deutschem Adelsrecht wird der Titel eines Freiherren an alle Nachkommen im Mannesstamme vererbt, der britische Peers-Titel eines Barons wird jedoch nach dem Recht der Erstgeburt vererbt, sofern er erblich ist. Daher waren alle Familienmitglieder Freiherren bzw. Freiinnen und Freifrauen, aber nur eines davon auch britischer Baron.